# پرستاری در ژاپن

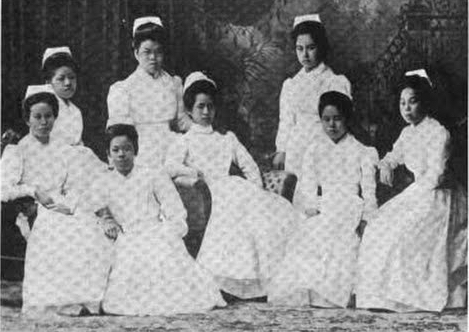
آیو اراکی(در مرکز) با شاگردانش در مدرسه آموزش پرستاری، بیمارستان سنت لوک، توکیو، اکتبر ۱۹۰۹.

پرستاری تا سال ۱۸۹۹ بخشی ثابت از سیستم مراقبت‌های بهداشتی ژاپن نبود و توسط ماماها اداره می‌شد . ثبت قانونی پرستاران در سراسر ژاپن در سال ۱۹۱۵ به تصویب رسید. در طول جنگ جهانی دوم، قانون پرستار سلامت عمومی و قانون پرستاری و مامایی ایجاد شد و دوباره در سال ۱۹۴۸ آن را به منظور برقراری نیازهای آموزشی، استانداردها و اخذ مجوز بازنگری نمودند تا تلاش مداوم برای بهبود پرستاری در ژاپن وجود داشته است. در سال ۱۹۹۲ قانون منابع انسانی پرستاری به تصویب رسید. این قانون برای توسعه برنامه‌های جدید دانشگاه برای پرستاران طراحی شده و برای بالا بردن سطح آموزش و پژوهش طراحی شده به طوری که آنها می‌توانند برای مراقبت‌های عمومی از بیماران عمل کنند.

## انواع رده‌های پرستاری

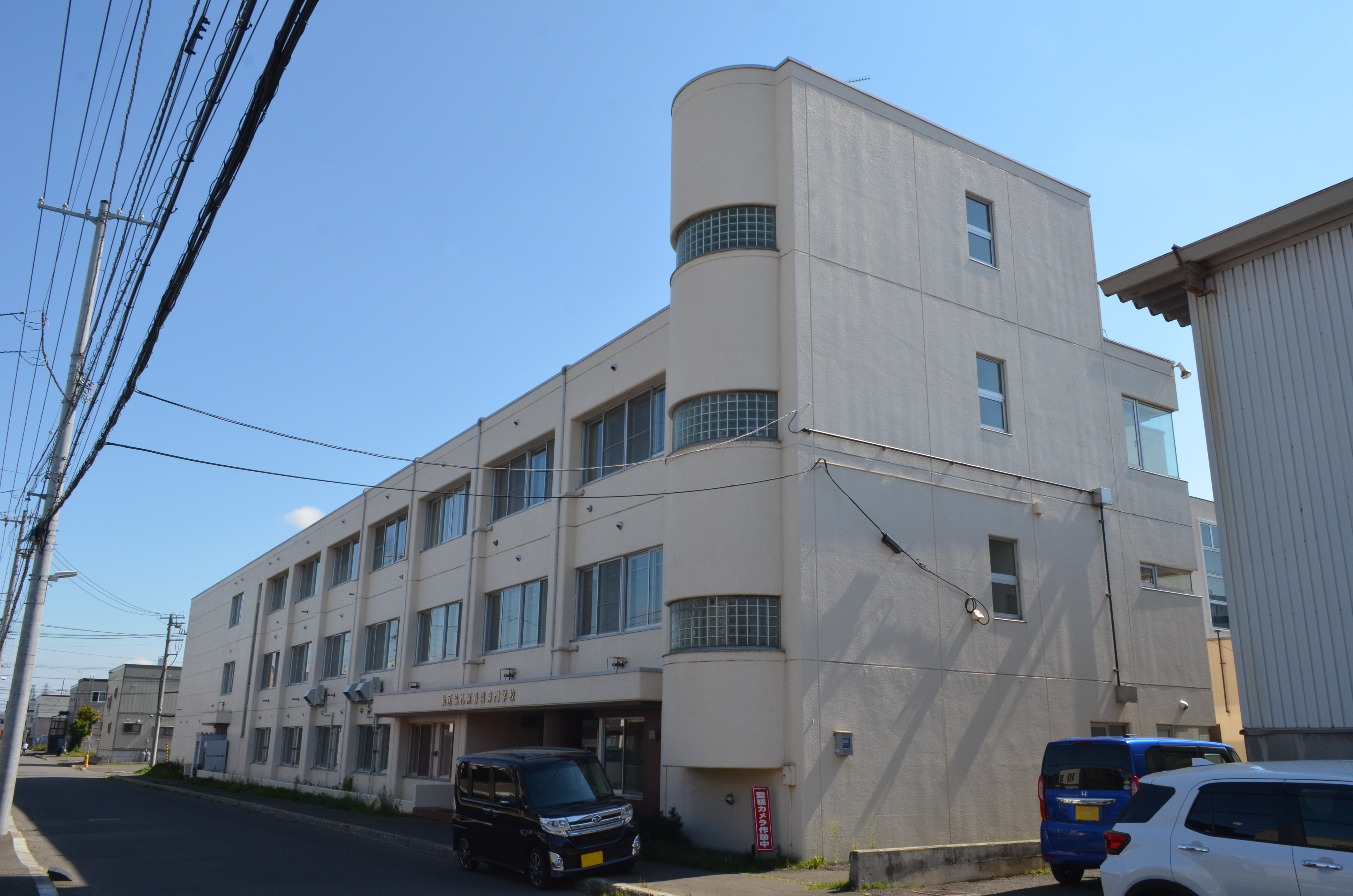
دانشکده پژشکی کین ایکیو ساپورو

پرستاران بهداشت عمومی، ماما، پرستاران و بهورزان: ژاپن تنها این چهار نوع از پرستاران را به رسمیت می‌شناسد.
پرستاری بهداشت عمومی برای کمک به مردم و نیز هدایت و شناسایی نیازهای مردم طراحی شده است؛ که از اهداف پرستاران بهداشت عمومی است برای نظارت بر گسترش بیماری، حفظ سازمان دیده بان مراقب خطرات زیست محیطی، آموزش جامعه در مورد نحوه مراقبت و درمان خود را، و آموزش برای بلایای جامعه است.
پرستاران ماما مستقل از هر سازمانی هستند. کار ماما در طول کار و بعد از زایمان طول می‌کشد که مراقبت از یک زن باردار است. آنها به در زمینه تغذیه با شیر مادر، مراقبت از کودک، و وظایف مرتبط کمک می‌کنند.
افرادی که رده کمک پرستار دارند به پرستار دارای مجوز در مورد وضعیت بیمار گزارش می‌دهند. پرستاران دستیار همیشه تحت نظارت یک پرستار دارای مجوز فعالیت می‌کنند